# الظهران
الظهران هي مدينة ومركز إداري تابع لمحافظة الخبر، في المنطقة الشرقية من المملكة العربية السعودية. تُعتبر المركز الرئيس لصناعة النّفط في السعودية. تشكّل الظهران جزءاً من مدن حاضرة الدمام بجانب مدينتي الدمام والخبر التي يتواجد بها أكبر تجمع سكاني في المنطقة الشرقية، التي يقدر عدد سكانها بـ2,800,000 نسمة اعتبارًا من عام 2022م. تقع في الجزء الشرقي من البلاد بالقرب من ساحل الخليج العربي. تبعد مسافة قليلة غرب الخبر. وسُمّيت بهذا الاسم نسبة إلى الجبل الجيري الظاهر والبارز في منتصفها والذي يصل ارتفاعه إلى 100 متر وتقع عليه حالياً جامعة الملك فهد للبترول والمعادن. تعتبر الظهران المقر الرئيسي لشركة أرامكو السعودية. وهي أيضاُ مقرٌ لقاعدة الملك عبد العزيز الجوية.

## نبذة تاريخية
قال محمد بن خليفة النبهاني في كتابه (التحفة النبهانية) "ظهران كسحبان، ساحل الحسا، وكانت قصبته قديماً مشهورة بصنع الثياب الظهرانية المنسوبة إليها".

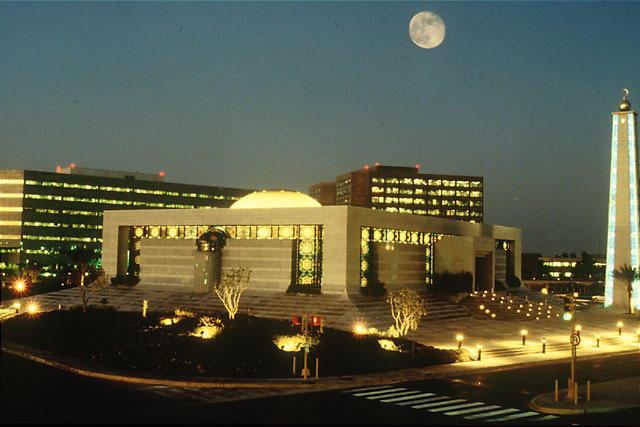
مقر شركة ارامكو السعودية

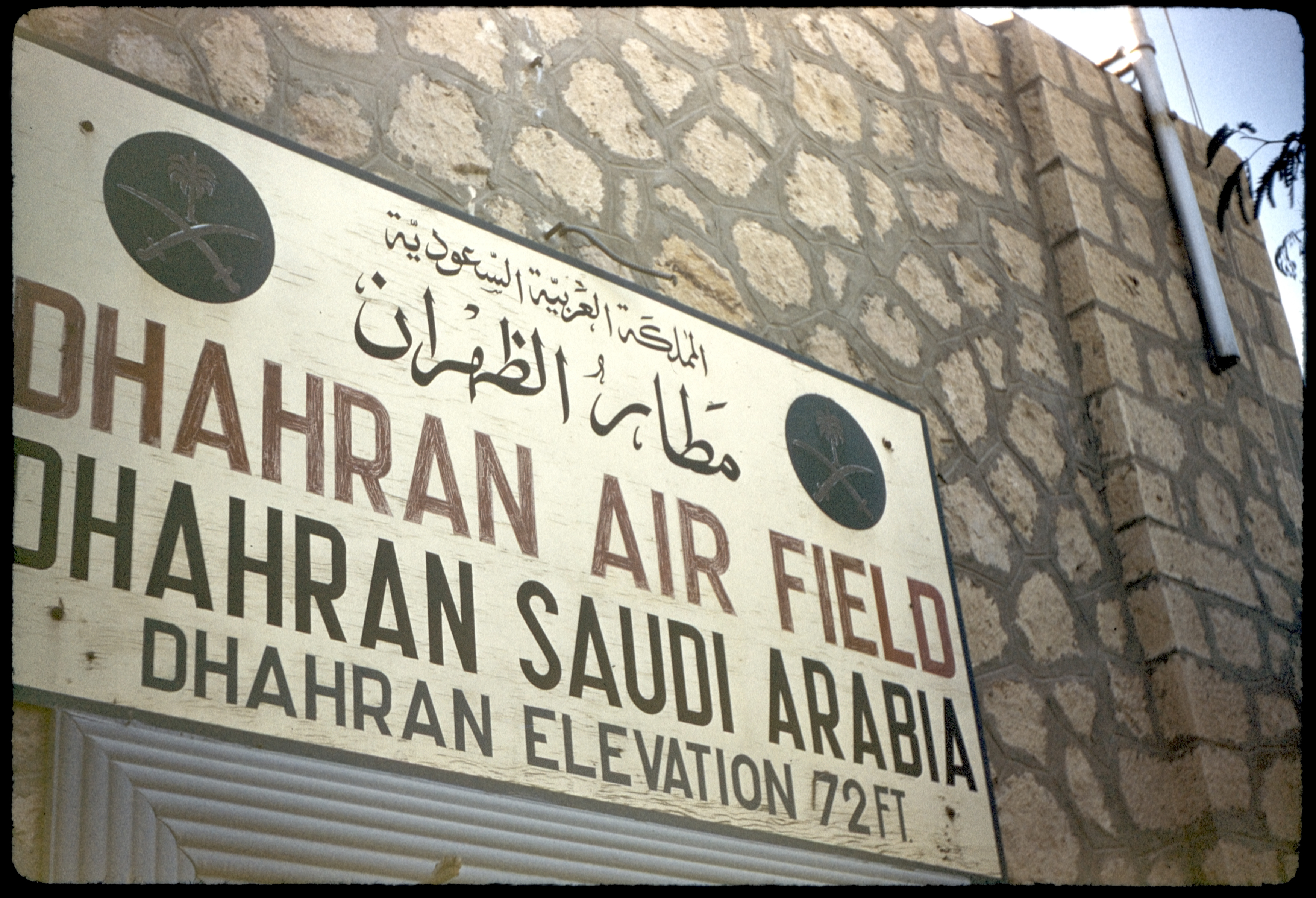
صورة لمطار الظهران قديماً

الظهران هي مركز عالمي رئيس لصناعة النفط. اُكتشِفَت احتياطيات ضخمة من النفط أوّل مرة في الظهران عام 1931، وفي عام 1935، قامت شركة Standard Oil الأمريكية بحفر أول بئر نفط ذو قيمة تجارية. قامت الشركة بعد ذلك بإنشاء شركة تابعة لها تحت مسمى شركة الزيت العربية الأمريكية أو اختصارًا أرامكو، السابقة لشركة أرامكو السعودية المملوكة حاليًا من قبل الحكومة السعودية.
في حرب الخليج، تمركز عدد كبير من القوات الأمريكية في الظهران. بقي بعض هذه القوات بعد انتهاء الحرب، قابعين تحت إمرة القيادة المركزية لقوات الجيش الأمريكي في السعودية (ARCENT-SA). وفي 25 يونيو 1996، توفي 19 أمريكي في تفجير أبراج الخبر، وهي مجمع عسكري أمريكي بالقرب من الظهران، مما أدى إلى سلسلة من الأحداث انتهت برحيل القوات الأمريكية من السعودية عام 2001.

## الاقتصاد
قامت أرامكو ببناء مراكزها الرئيسة في الظهران، وتعتبر أرامكو أكبر شركة بترول في العالم بعدة مقاييس. أكبر احتياطي بترول في العالم مملوك من قبل أرامكو، وكذلك تنتج أكبر كمية بترول في العالم مقارنة بأي دولة أو شركة أخرى في العالم. معظم البترول المنتج يُصدّر، وأرامكو تعتبر أيضًا أكبر مصدر للنفط في العالم. الظهران لا تزال مركز مكاتب إدارة أرامكو السعودية (الشركة اللاحقة لأرامكو). وكذلك مركز المال، التنقيب، الهندسة، خدمات الحفر، الخدمات الطبية، إمداد المواد، والعمليات الأخرى للشركة. يعمل لدى أرامكو عدد ضخم من الموظفين ذوي جنسيات مختلفة بمجموع أكثر من 68 ألف موظف (حسب التقرير السنوي 2021)، منهم حوالي 11 الف من شتى أنحاء العالم.
بالإضافة إلى مجاورتها لمدينة الخبر الثانية بعد الدمام وهي مركز الاقتصاد والتجارة بالمنطقة الشرقية.

## معالم الظهران

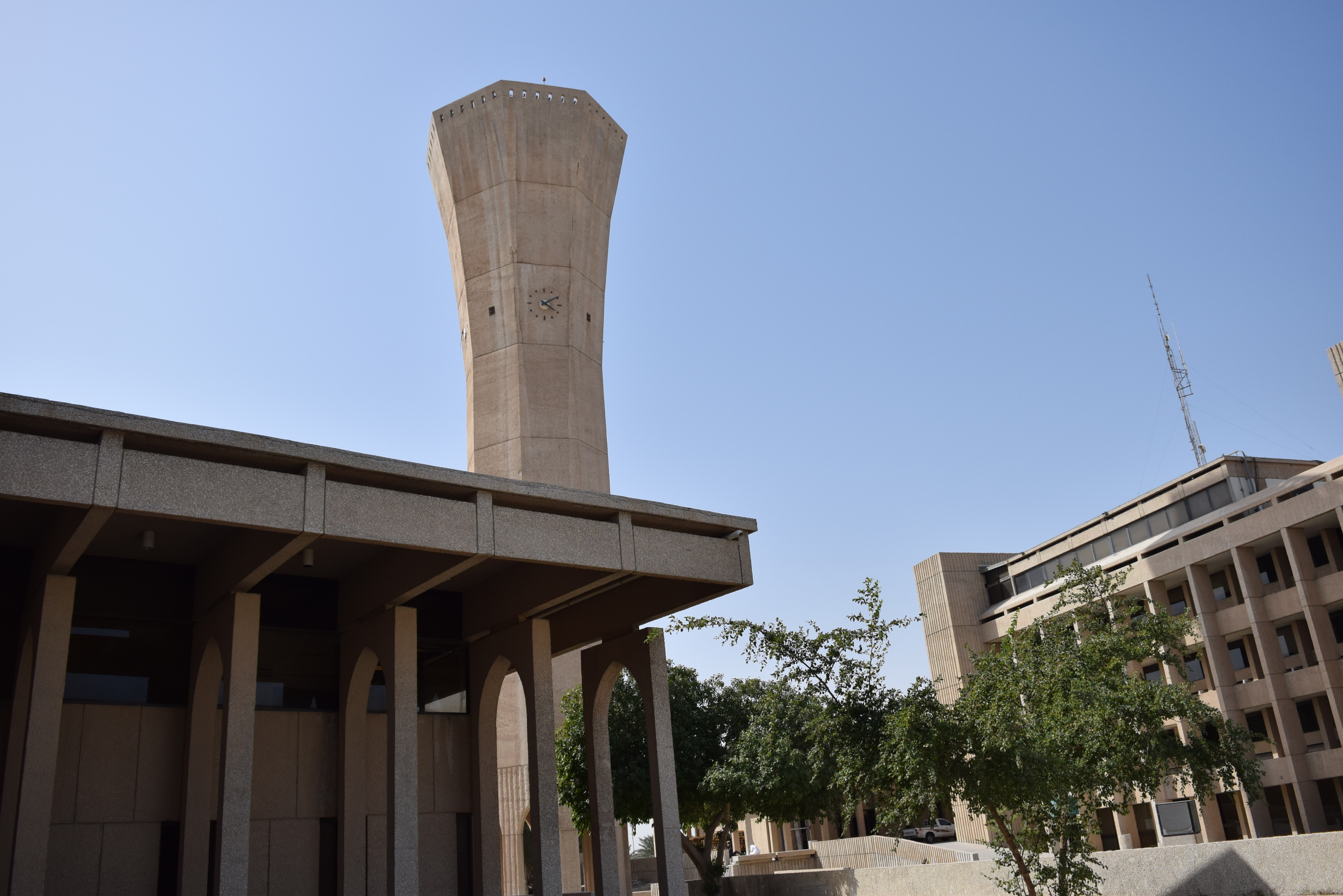
برج ساعة جامعة الملك فهد

اكتشاف النفط بالمنطقة الشرقية ساعد في جعل مدينة الظهران مدينة جميلة ومميزة. وتضم مدينة الظهران إلى جانب مقر شركة أرامكو السعودية ويوجد فيها معالم كثيرة، منها:
- قاعدة الملك عبد العزيز الجوية:

قاعدة الملك عبد العزيز الجوية التابعة لسلاح الجو الملكي السعودي، وهي القاعدة الرئيسة في المنطقة الشرقية.
- مركز الملك عبد العزيز الثقافي العالمي (إثراء): هو مركز ثقافي تملكه أرامكو السعودية، ويقع على نفس الموقع الذي اكتشف فيه بئر الخير أول ينبوع للنفط في المملكة العربية السعودية بمدينة الظهران.
- معرض أرامكو للزيت:

قامت شركة الزيت العربية السعودية (أرامكو) ببناء المعرض على أحدث طراز، وتجهيزه بأحدث المعدات التقنية وأساليب المحاكاة الحديثة، وهو ملتقى لأهالي وزاور المنطقة في أيام المناسبات الاجتماعية كالأعياد والعطلات، ويرتاده طلبة المدارس على مدار العام، وقد خرجت فكرة إقامة المعرض في عام 1401هـ/ 1981م ثم تبلور حتى خرج في عام 1407هـ/ 1987م، واتخذ موقعه في أعلى سفح جبل الظهران على المنحدر الشمالي المعروف بقبة الدمام على طريق الخبر–الظهران السريع.
- جامعة الملك فهد للبترول والمعادن (جامعة الملك فهد للبترول والمعادن):

شيدت جامعة الملك فهد للبترول والمعادن على أعلى هضبة في مدينة الظهران وكان ذلك عام 1963م وكانت أول صرح للتعليم الجامعي بالمنطقة الشرقية وهي جامعة متخصصة في المجالات العلمية البحتة وتقديم الدراسات والأبحاث العلمية وتضم العديد من الكليات ككلية الهندسة التطبيقية والعلوم الأساسية والهندسية وتصاميم البيئة والإدارة والحاسب الآلي والإدارة الصناعية.
- القنصلية الأمريكية بالظهران.
- مجمع الظهران.
- فندق الظهران الدولي.
- مجمع أمواج.
- قصر الخليج للضيافة والمؤتمرات (أكبر قصور المملكة يستقبل فيه ضيوف العاهل السعودي ويوجد مقر الديوان الملكي بالمنطقة الشرقية وقصر الملك وولي العهد)

## السكان

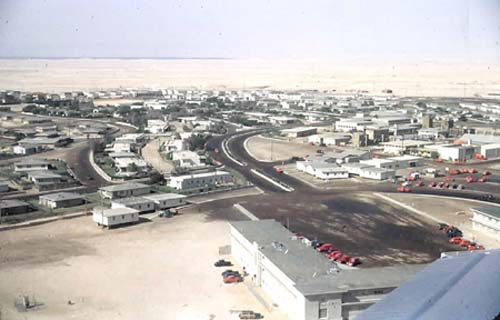
صورة جوية لمدينة الظهران في عام 1949م

يبلغ عدد سكان الظهران حسب تعداد السعودية 2022 بـ143,936 نسمة، ويتوزعون على عدة أحياء سكنية، منها:
- حي الدانة الشمالي.
- حي الدانة الجنوبي.
- حي الدوحة الشمالي.
- حي الدوحة الجنوبي.
- حي السلمانية.
- حي البندرية.
- حي الجامعة.
- حي الحرس الوطني.
- حي هجر.
- حي القشلة.
- حي الجامعة.
- حي التهامة.
- حي القصور.
- حي أجيال أرامكو.

إضافة إلى الأحياء السكنية في شركة أرامكو السعودية وجامعة الملك فهد وقاعدة الظهران.

## الرعاية الصحية
- مستشفى العيون التخصصي بالظهران: مستشفى حكومي متخصص بالعيون.
- مستشفى جون هوبكنز أرامكو الطبي: تابع لشركة أرامكو السعودية ويخدم موظفي أرامكو ومنسوبيهم.
- مجمع الملك فهد العسكري الطبي بالظهران: مستشفى يحوي العديد من الأقسام المتخصصة. يخدم منسوبي القوات المسلحة.

## معرض الصور

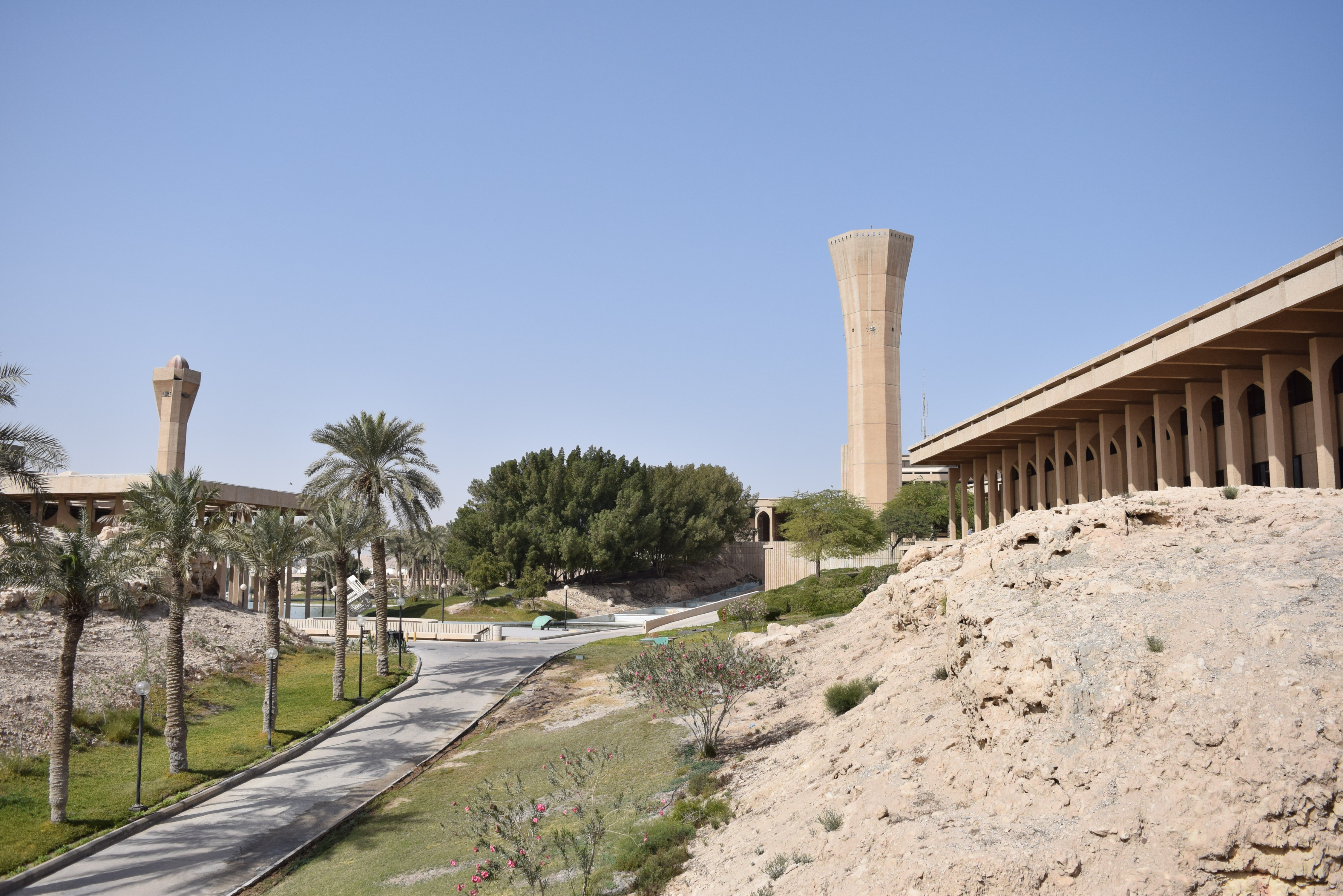
جامعة الملك فهد للبترول والمعادن.
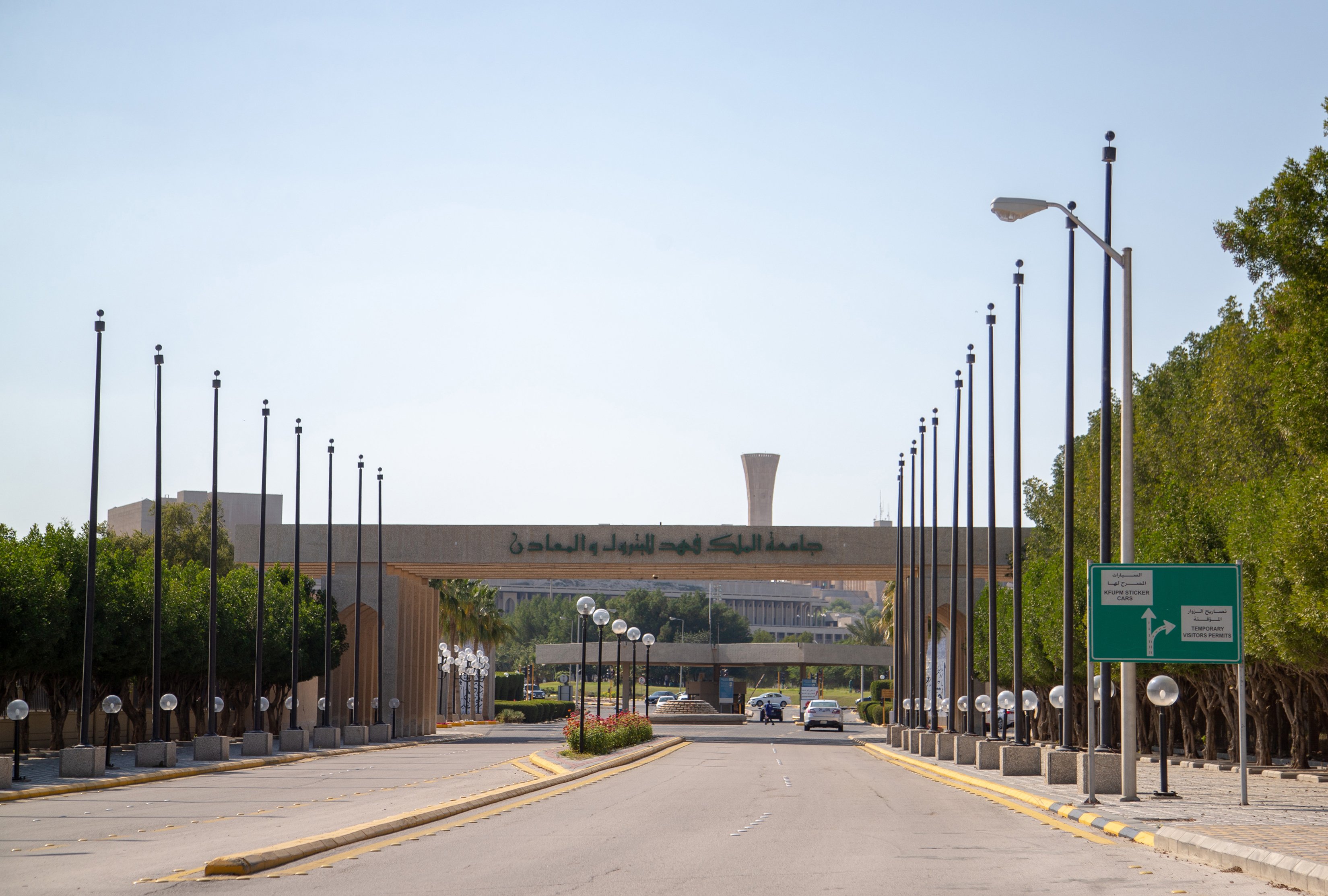
مدخل جامعة الملك فهد.
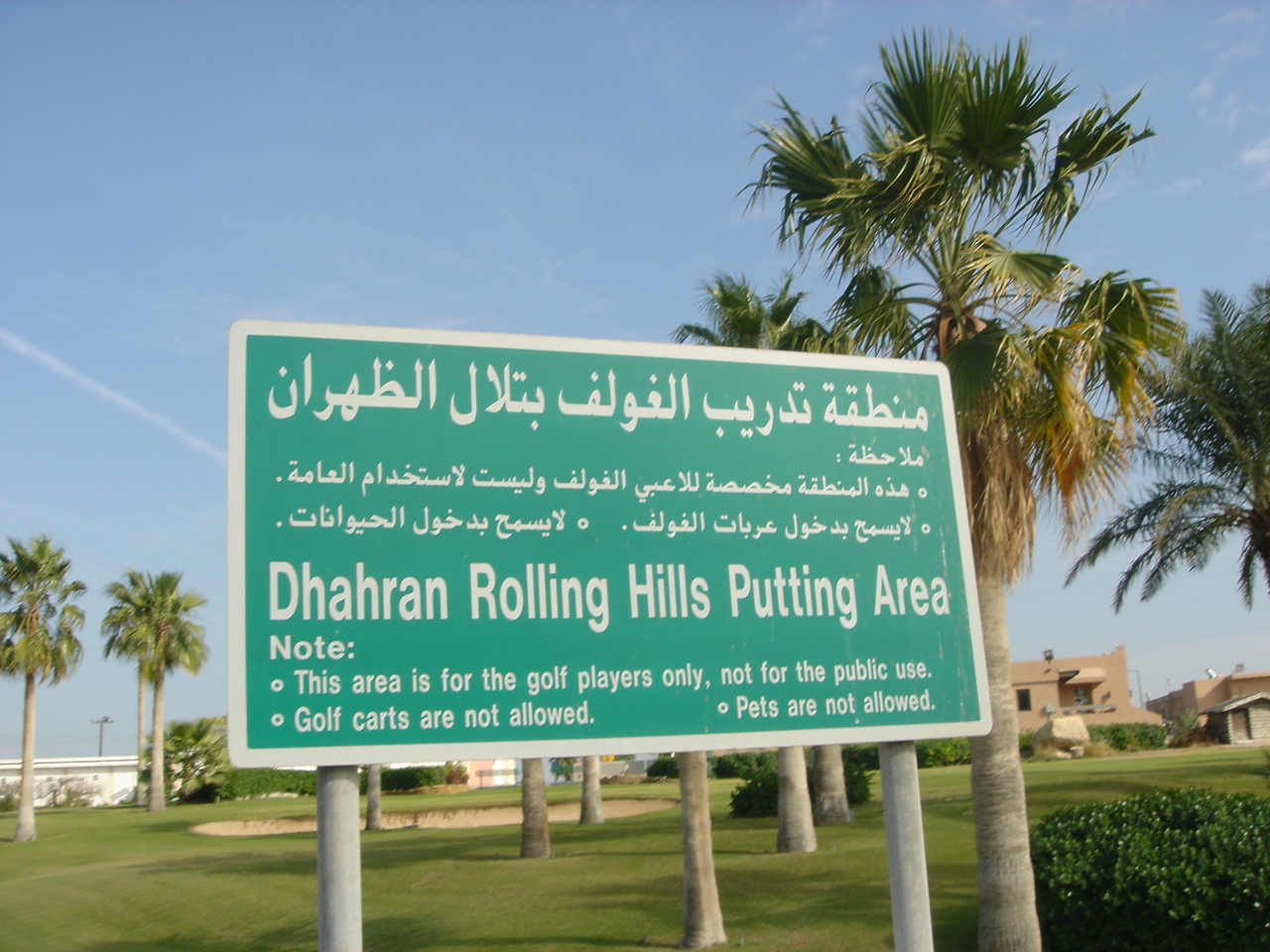
ملعب القولف في الحي السكني لارامكو.
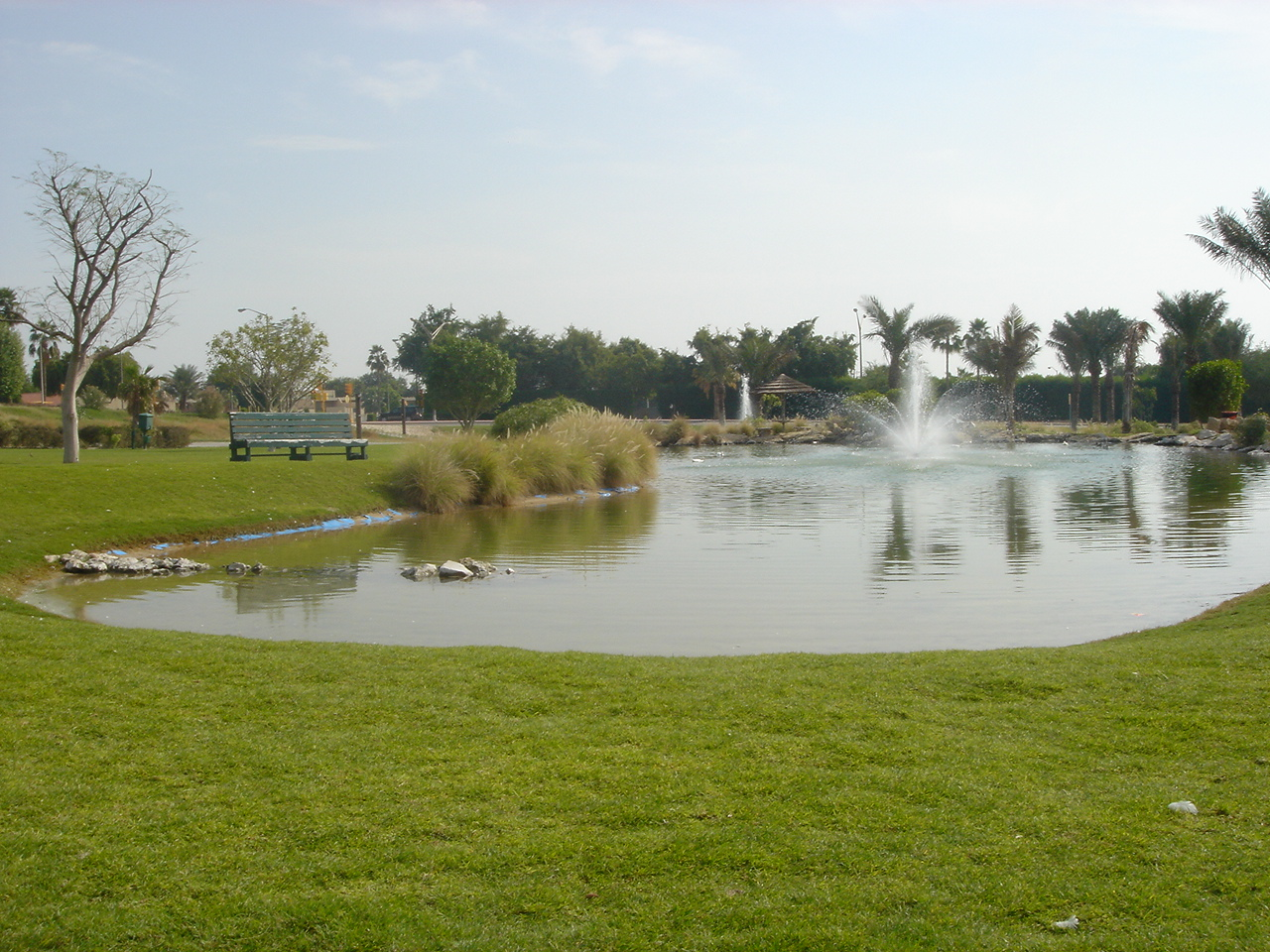
بحيرة البط الحي السكني لارامكو.
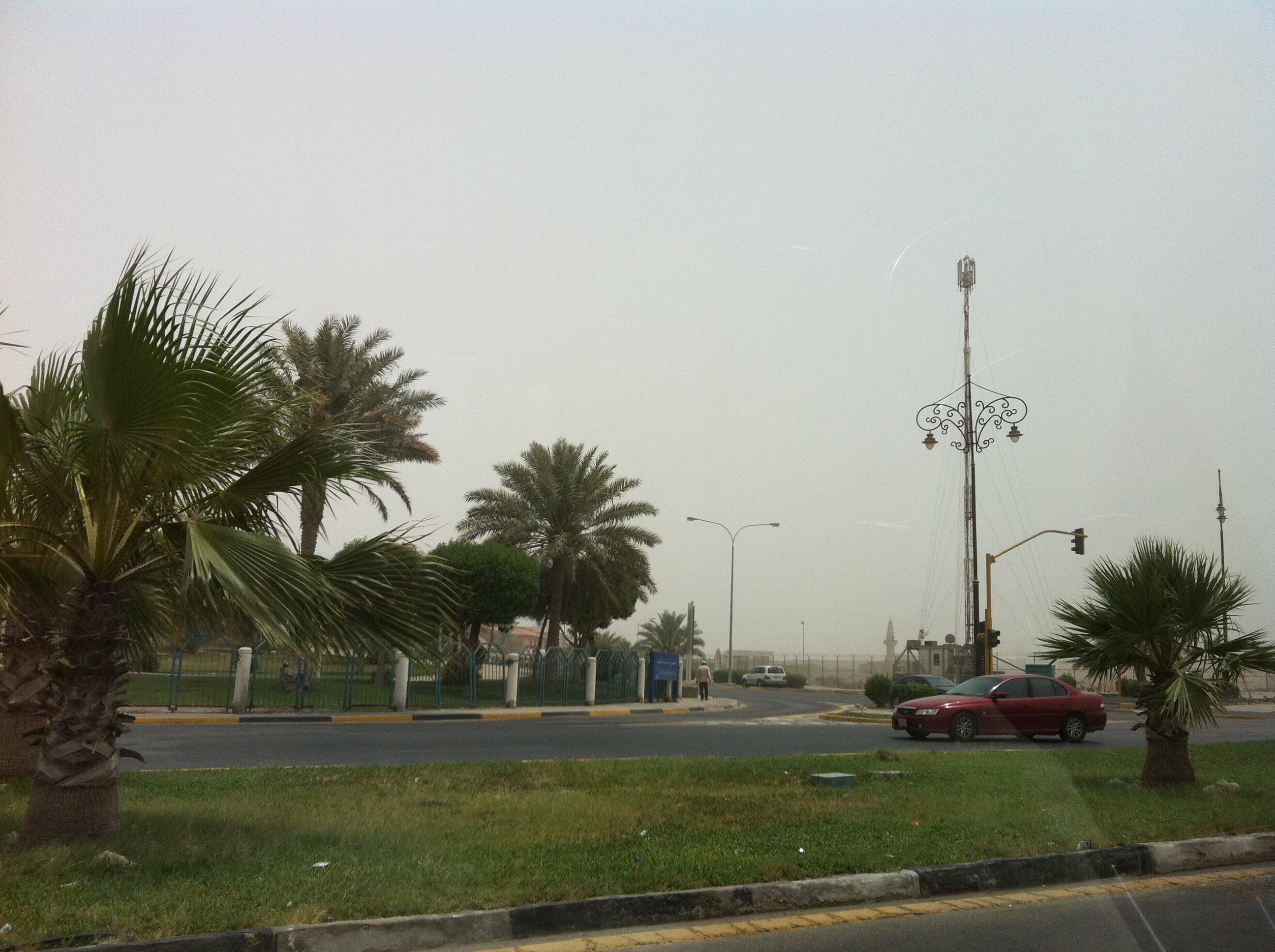
حي الدانة.
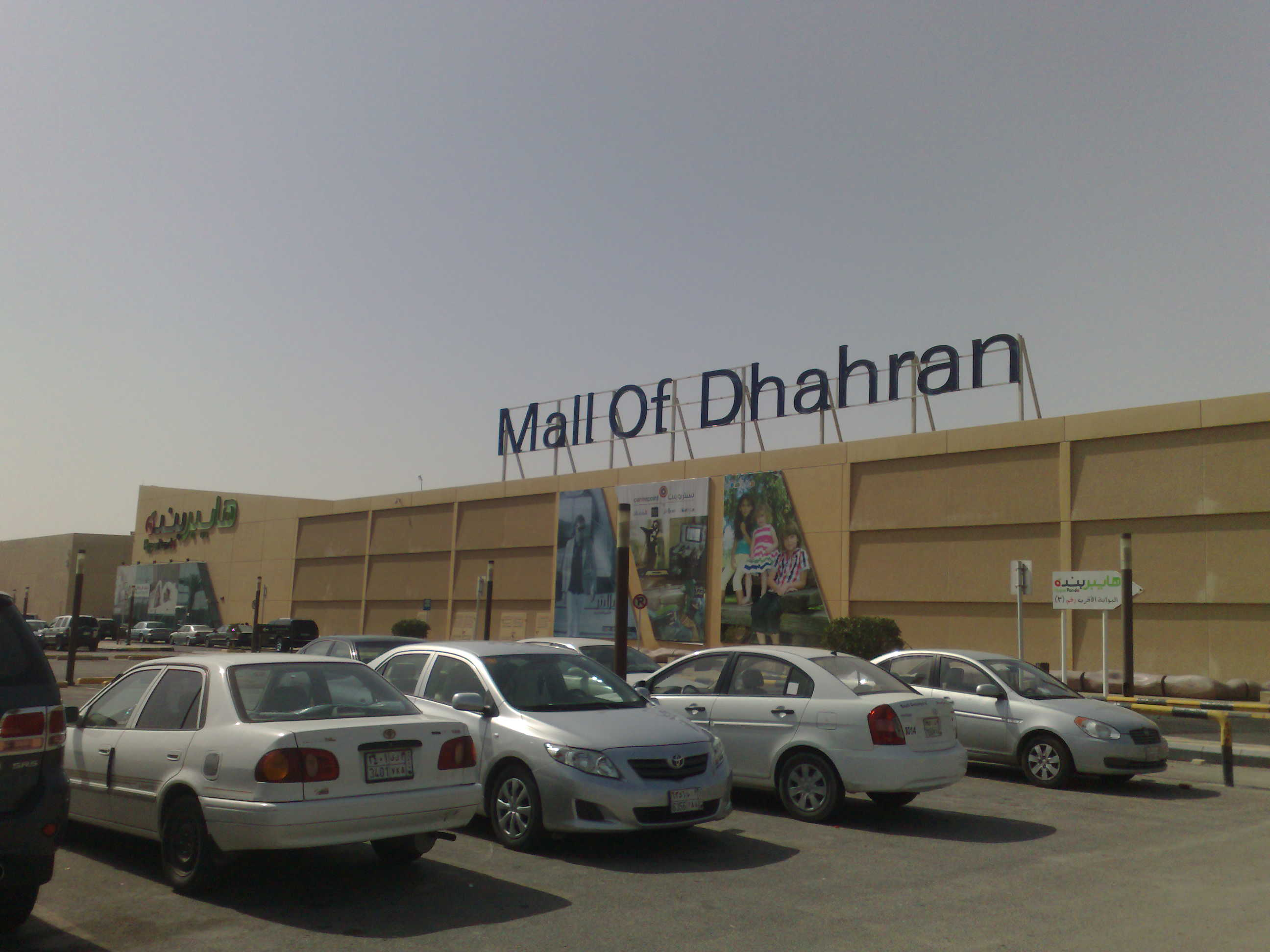
مجمع الظهران مول.
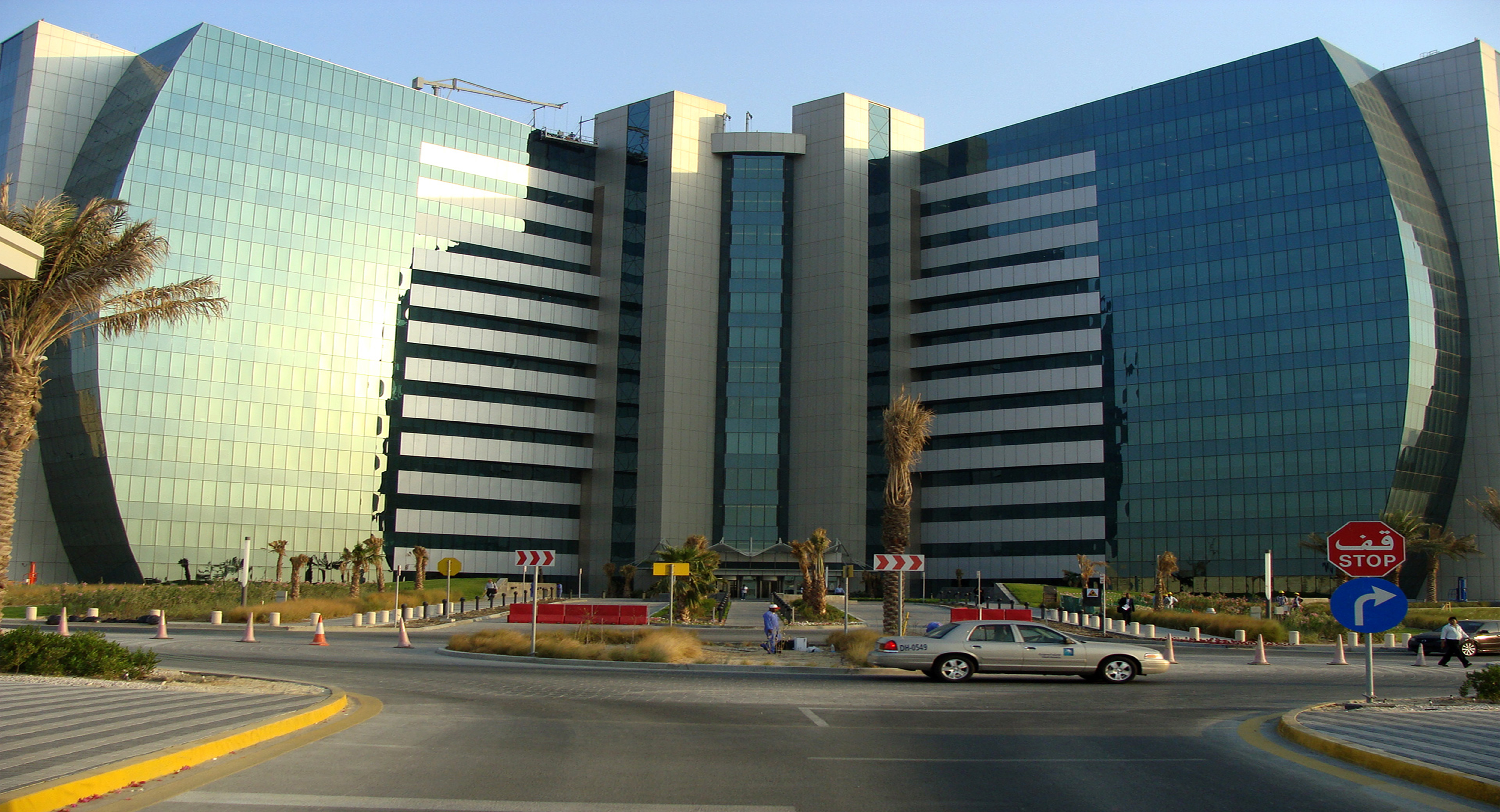
برج المدرا.
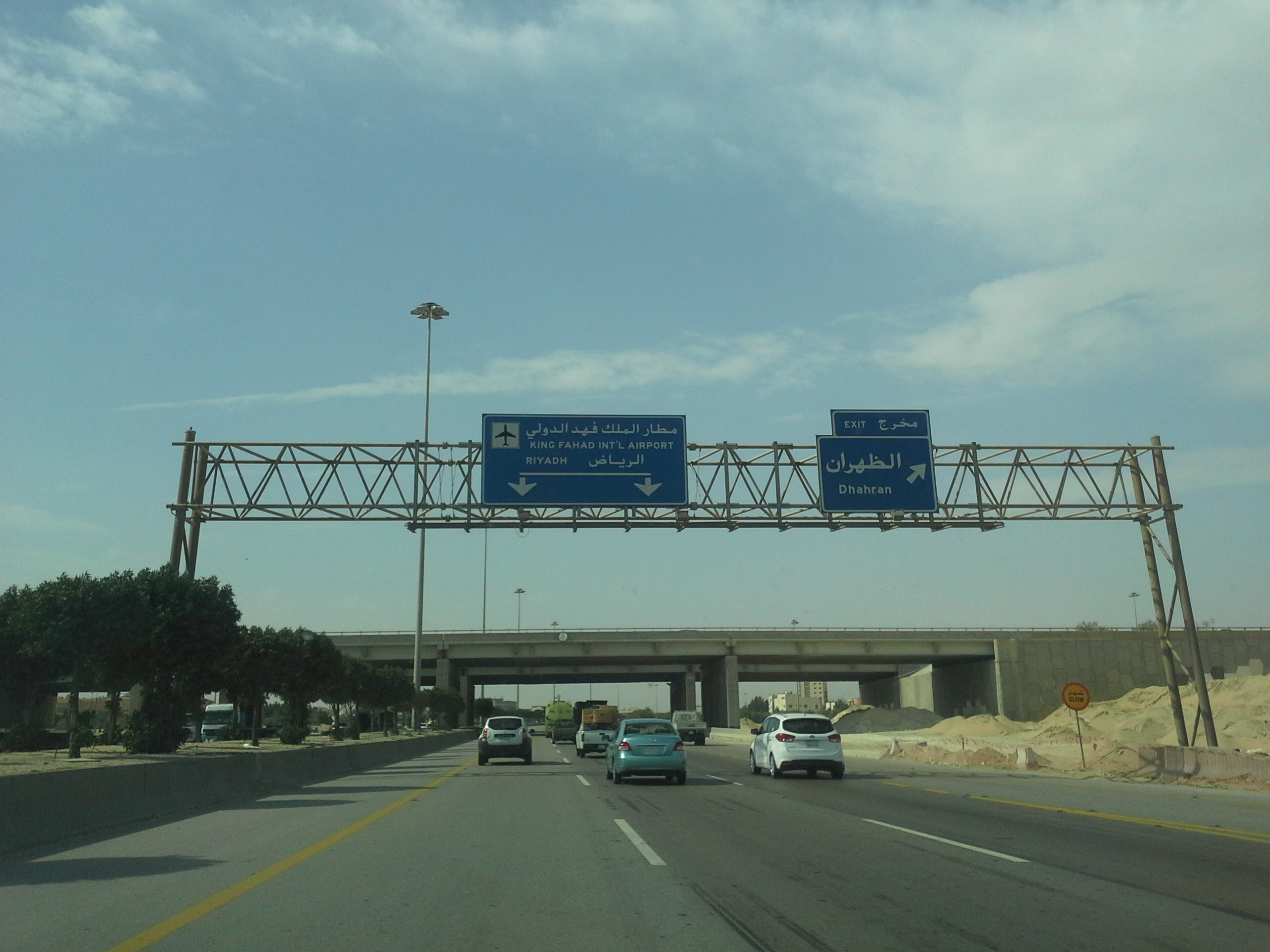
طريق الملك عبدالعزيز.
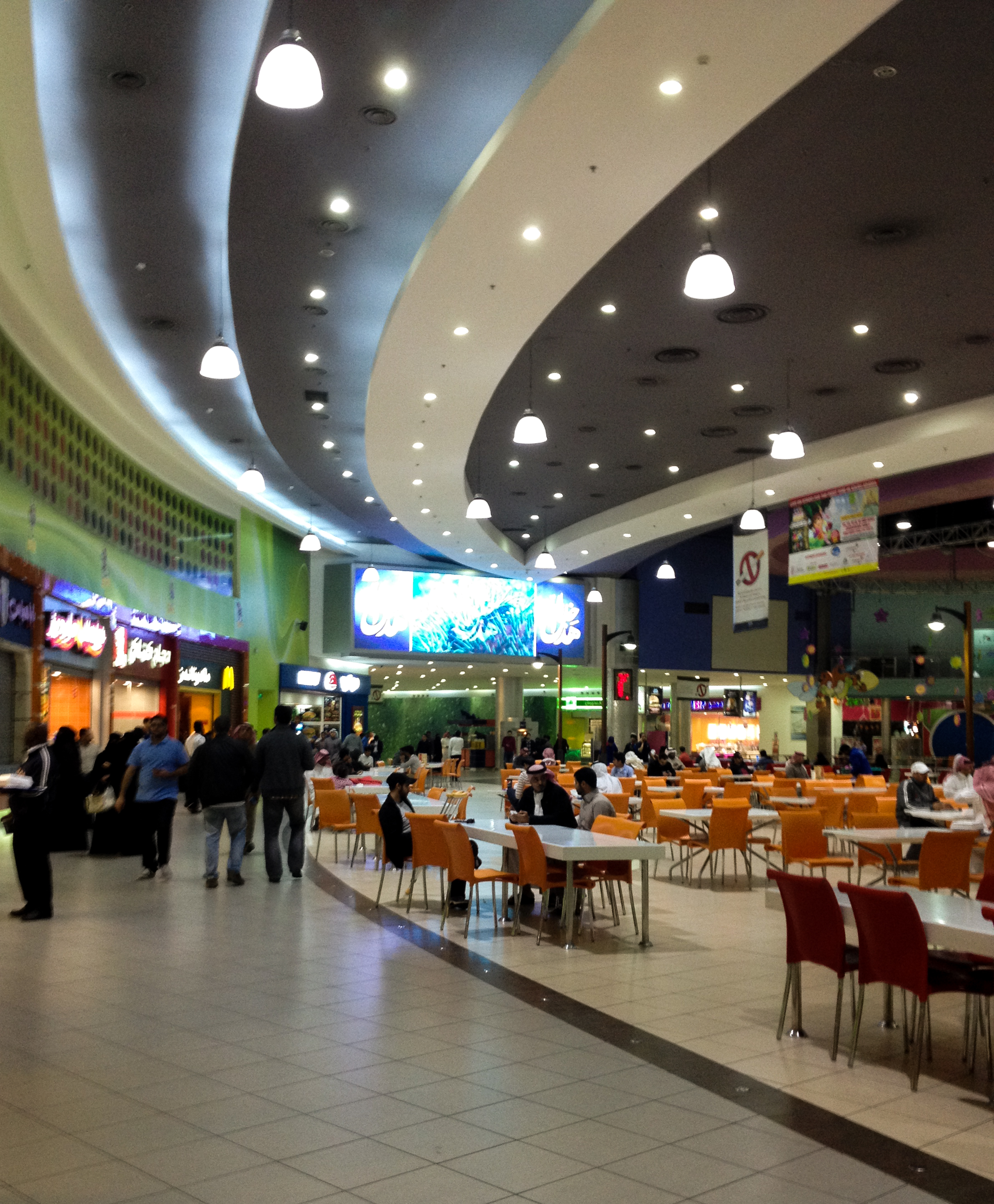
داخل مجمع الظهران.

## انظرا ايضاً
- جامعة الملك فهد للبترول والمعادن
- المكتب التعاوني بالظهران

## وصلات خارجية
- أرامكو السعودية
- الموقع الرسمي لمتشفى العيون التخصصي بالظهران
- مجمع الملك فهد العسكري الطبي بالظهران